# Petras Pranciskus Būčys
Petras Pranciskus Būčys (Šilgaliai, 20 agosto 1872 – Roma, 25 ottobre 1951) è stato un vescovo cattolico lituano. Nato in una famiglia contadina lituana attiva nel contrabbando di libri in lingua lituana nell'allora Impero russo, studiò al ginnasio di Marijampolė e al seminario sacerdotale di Sejny e fu attivo nella vita culturale lituana. Nel 1891 iniziò a contribuire con articoli sulla stampa lituana, tra cui Vienybė lietuvninkų e Varpas. Proseguì gli studi all'Accademia teologica cattolica romana di San Pietroburgo. Lì strinse una duratura amicizia con il futuro confratello Jurgis Matulaitis. Nel 1901 conseguì il dottorato in teologia presso l'Università di Friburgo, in Svizzera. Nel 1902 divenne professore di apologetica e teologia fondamentale all'Accademia teologica cattolica romana di San Pietroburgo. Durante la Rivoluzione russa del 1905, partecipò al grande seimas di Vilnius e contribuì alla stesura del programma del Partito dei Democratici Cristiani di Lituania. Fu prorettore dell'Accademia dal 1912 al 1915, ma si dimise dopo aver appreso che non sarebbe stato promosso a rettore poiché non era polacco.
Nel 1909, insieme a Jurgis Matulaitis, Bučys entrò nella Congregazione dei chierici mariani. All'epoca, essa era ridotta a un solo membro anziano. I due fecero notevoli sforzi per rianimare e ampliare la congregazione. Nel 1916 Bučys si recò negli Stati Uniti per operare nella casa dei padri mariani di recente costituzione di Chicago. Servì come parroco nelle parrocchie lituane di Sheboygan, Wisconsin, e di Waukegan, Illinois, e curò il quotidiano lituano Draugas. Nel 1921 tornò in Lituania e lavorò nell'organizzazione della Facoltà di teologia presso la nuova Università della Lituania. Fu preside della facoltà dal 1922 al 1923 e dal 1925 al 1926, pro-rettore universitario dal 1923 al 1924 e rettore dal 1924 al 1925. Dopo la morte di Matulaitis nel 1927, Bučys fu eletto superiore generale della Congregazione dei chierici mariani e si trasferì a Roma. Lì divenne consultore della Pontificia commissione per la Russia e fu consacrato vescovo titolare di Olimpo il 6 luglio 1930. Gli fu affidato il compito di avviare una missione cattolica per convertire gli ortodossi e i vecchi credenti al cattolicesimo orientale. Visitò le comunità della diaspora russa in Europa e negli Stati Uniti lavorando per organizzare parrocchie. Nel 1934, gli fu ordinato di lavorare nella pastorale dei russi residenti in Lituania. Lavorò per cinque anni organizzando divine liturgie, conferenze pubbliche e pubblicazioni ma non ottenne risultati degni di nota. Nel 1939 fu rieletto superiore generale e si trasferì nuovamente a Roma dove visse fino alla sua morte.

## Biografia

### Primi anni
Petras Pranciskus Būčys nacque il 20 agosto 1872 nel villaggio di Šilgaliai. Esso è situato sul fiume Šešupė che funge da confine naturale tra la Lituania (allora parte dell'Impero russo) e la Prussia orientale. Era il maggiore di otto figli di una famiglia contadina lituana che possedeva 86 morgen di terra ed era attiva nella vita culturale. Suo zio Pranciškus Būčys (1849–1925) era parroco a Gelgaudiškis e organizzò una cerchia di trafficanti di libri in lituano. Anche suo padre, Jonas, lo zio e padrino Petras e il fratello Juozas erano coinvolti nel traffico di libri.
 Anche suo fratello Andrius divenne sacerdote.

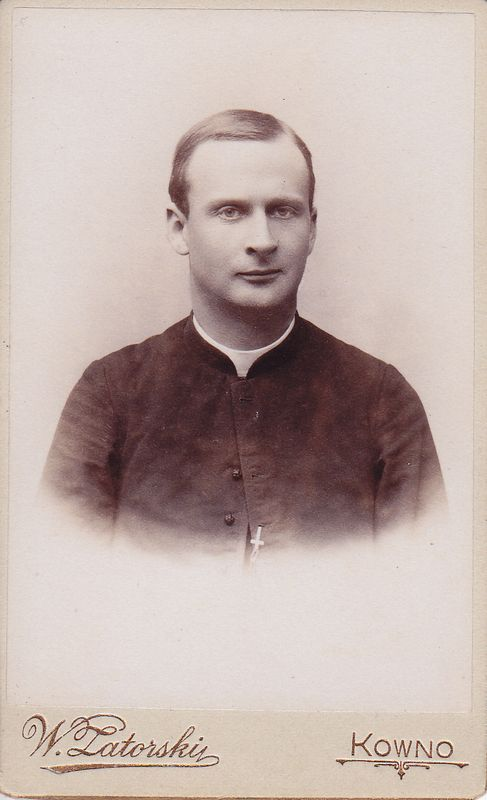
Būčys come studente.

Būčys ricevette la sua prima educazione a casa e poi fu ammesso alla scuola elementare di Slavikai nel 1880. Studiò al ginnasio di Marijampolė dal 1883 al 1889 e al seminario sacerdotale di Sejny dal 1890 al 1895. Era uno studente medio e dovette ripetere il quinto anno di ginnasio e fallì gli esami di ammissione al seminario nel 1889. Già come chierico, Būčys iniziò a contribuire alla stampa lituana all'epoca vietata. Insieme ad Antanas Milukas e altri, organizzò una rivista settimanale scritta a mano in lingua lituana, inizialmente nota come Knapt. Passò da 8 a 24 pagine e cambiò titolo in Visko po biskį ("Un poco di tutto") e Viltis ("Speranza"). Būčys e Andrius Dubinskas volevano organizzare una più ampia società segreta di chierici che includesse membri non solo di Sejny ma anche dei seminari dei di Kaunas e Vilnius. Discussero con i chierici di quella città anche riguardo alla sostituzione di Žemaičių ir Lietuvos apžvalga con un'altra pubblicazione, ma i piani non furono realizzati. A partire dal 1891, Būčys contribuì anche con articoli a Ūkininkas, Vienybė lietuvninkų, Žemaičių ir Lietuvos apžvalga e Varpas. Su Varpas, discusse con l'editore Vincas Kudirka della Caritatis, un'enciclica di papa Leone XIII che esortava i vescovi polacchi a obbedire alle autorità russe. Kudirka attaccò l'enciclica citando l'esempio del massacro di Kražiai del 1893 mentre Būčys la difese. Contribuì a pubblicare una traduzione lituana di una raccolta di prediche di Karol Fischer pubblicata nel 1894 e curò una traduzione de Il mese di Maria di Paweł Smolikowski, pubblicato nel 1900.
Continuò gli studi presso l'Accademia teologica cattolica romana di San Pietroburgo. Nel 1899 conseguì la laurea in filosofia con una tesi su papa Onorio I e il Terzo Concilio di Costantinopoli. L'anno successivo ottenne un master in teologia con una tesi su San Stanislao di Cracovia. Il 25 marzo 1899 fu ordinato presbitero per l'arcidiocesi di Mahilëŭ dal vescovo ausiliare Karol Antoni Niedziałkowski. Presso l'Accademia, Būčys studiò con Jurgis Matulaitis. I due iniziarono un'amicizia che durò per tutta la vita. Era anche vicino ai professori lituani dell'Accademia: ereditò la proprietà di Kazimieras Jaunius e scrisse una biografia di 2 426 pagine del sacerdote Justinas Pranaitis, che però rimase inedita. Proseguì nella collaborazione con la stampa lituana, anche su Tėvynės sargas e Žinyčia. In collaborazione con Matulaitis proseguì gli studi di apologetica con il professor Alberto Maria Weiss all'Università di Friburgo in Svizzera con un falso nome, perché polizia zarista aveva permesso a Bucys di lasciare l'Impero russo per trattamenti medici e non per studi. Entrò nella società studentesca lituana Rūta ("Via"). Rimase accanto a Matulaitis, quando fu operato per tubercolosi ossea. Būčys celebrava messe ad Autigny e fu cappellano di una scuola agricola femminile a Orsonnens. Difese la sua tesi ampliata su San Stanislao di Cracovia, che fu tradotta dal latino al polacco e pubblicata nel 1902. Nel luglio del 1901 conseguì il dottorato in teologia.

### San Pietroburgo e Stati Uniti d'America
Al ritorno in Lituania alla fine del 1901, Būčys sperava di diventare editore di un giornale lituano e di vivere a Tilsit (oggi Sovetsk). Il vescovo Antanas Baranauskas gli assegnò gli incarichi di cooperatore nella sua nativa Šilgaliai e di professore al seminario sacerdotale di Sejny. Nell'agosto del 1902 venne trasferito all'Accademia teologica cattolica romana di San Pietroburgo. Insegnò apologetica e teologia fondamentale non solo ai chierici dell'Accademia ma anche agli studenti di altre università. Tra i suoi allievi vi furono Mečislovas Reinys, Mykolas Krupavičius, Juozas Purickis e Vladas Jurgutis. Nelle sue memorie, Būčys evidenziò due punti deboli dei suoi metodi di insegnamento: sottolineava la capacità di pensare piuttosto che la conoscenza dei fatti e trascorreva troppo tempo ad analizzare argomenti anti-religiosi. Nel 1912 divenne prorettore dell'Accademia teologica. Quando il rettore Aleksander Kakowski divenne arcivescovo di Varsavia, Būčys fu rettore ad interim dal maggio del 1913 al marzo del 1915. Non essendo polacco non fu ufficialmente confermato rettore. Dopo aver appreso che non sarebbe diventato rettore, si dimise dall'Accademia e lavorò brevemente come insegnante di religione in diverse scuole e come tutore privato.
Nel 1904 Būčys, Maironis e Adomas Jakštas scrissero il programma del Partito dei Democratici Cristiani di Lituania. Nel dicembre del 1905, durante la rivoluzione russa, Būčys partecipò ai grandi seimaa di Vilnius e divenne membro del suo presidio di cinque membri quando Juozas Tumas-Vaižgantas si dimise a suo favore. Non presiedette una singola sessione, ma tentò di moderare posizioni e opinioni estreme. In seguito affrontò le critiche secondo cui prima della fine della prima guerra mondiale, aveva sostenuto l'autonomia della Lituania all'interno dell'Impero russo e non la piena indipendenza. A San Pietroburgo, scrisse articoli sulla stampa lituana (aveva rubriche fisse su Šaltinis e Vadovas, žinios Vilniaus, Lietuvių laikraštis, Nedėldienio skaitymas, Draugija, Viltis, Vienybė), polacca (Przegląd Katolicki, Wiadomości Archidiecezjalne, Wiadomości Kościelne, Atenaum Kapłańskie), belga (Le Messager du Sacré-Coeur de Jésus) e americana (New World in Chicago). Supportò sette diverse società e organizzazioni lituane a San Pietroburgo.
Nel 1907 anche Jurgis Matulaitis si unì a lui come professore all'Accademia. Spesso discutevano di far rinascere la Congregazione dei chierici mariani che all'epoca aveva solo un membro già anziano. Questo si sarebbe dovuto fare in segreto a causa di varie politiche di russificazione. Il 29 agosto 1909, nella cappella privata del vescovo ausiliare Kazimierz Ruszkiewicz presso la canonica della chiesa della Santa Croce a Varsavia, Matulaitis divenne membro dei padri mariani e Būčys iniziò il suo noviziato. Nel 1910 rifiutò l'offerta di diventare vescovo ausiliare di Samogizia.
Durante la prima guerra mondiale, Būčys prestò servizio come sacerdote e insegnante in una comunità di rifugiati lituani nel distretto di Izmajlovo, vicino a Mosca. Nell'agosto del 1916 Jurgis Matulaitis, divenuto superiore generale dei padri mariani, mandò Būčys a Chicago, nell'Illinois, dove aveva fondato personalmente la prima casa della sua congregazione nell'agosto del 1913. Viaggiò attraverso Finlandia, Svezia, Norvegia, Regno Unito, Francia e raggiunse Napoli, dove si imbarcò il 16 ottobre. Raggiunse Brooklyn il 3 novembre. Ricevette 70 000 rubli dalla Società lituana per il sollievo dei malati di guerra per il viaggio e fu incaricato di presentare una petizione a papa Benedetto XV perché proclamasse il "giorno della Lituania", una raccolta fondi internazionale a favore dei rifugiati di guerra. A Būčys fu rifiutato, ma in seguito il sacerdote Konstantinas Olšauskas riuscì a ottenere l'approvazione dell'iniziativa.
Negli Stati Uniti, Būčys fu parroco delle parrocchie lituane di Sheboygan, in Wisconsin, dall'agosto del 1917 al maggio del 1918 e di Waukegan, in Illinois, dal giugno del 1918 al luglio del 1921. Dal dicembre del 1918 fu anche cappellano del convento delle Suore di San Casimiro e insegnante di religione nella loro scuola. Allo stesso tempo, curò il quotidiano lituano Draugas tra febbraio e luglio del 1917 e dal settembre del 1918 al luglio del 1920 e nel 1920 fondò il settimanale religioso Laiva che continuò ad essere pubblicato dai padri mariani di Chicago fino al 1990. Era anche membro della commissione che raccolse un milione di firme per una petizione indirizzata al presidente Warren Gamaliel Harding perché riconoscesse l'indipendenza della Lituania.

### Lituania indipendente
Nel luglio del 1921 Būčys tornò in patria. Dal 1921 al 1923 fu rettore della chiesa di San Gertrude a Kaunas. Nel 1922 essa fu trasferita ai padri mariani. Būčys lavorò per fondare la Facoltà di teologia presso la neo-organizzata Università della Lituania. Redasse il piano per la facoltà e si recò a Roma per farlo approvare dalla Congregazione per seminari e le università degli studi. Lavorò anche sullo statuto universitario. Quando nel febbraio del 1922 l'ateneo fu aperto ufficialmente, Būčys divenne professore di teologia fondamentale. Fu preside della Facoltà di teologia dall'aprile del 1922 all'agosto 1923, pro-rettore universitario dal settembre del 1923 al settembre del 1924, rettore dal settembre del 1924 al settembre del 1925 e di nuovo preside della Facoltà di teologia dal settembre del 1925 al settembre del 1926.
Aiutò a organizzare e fu membro del consiglio dell'Accademia cattolica lituana delle scienze. Aveva tentato di fondare l'accademia già nel 1907 ma essa fu organizzata solo nel 1922. Organizzò il trasferimento dei fondi raccolti per un'università cattolica nella nuova accademia. Nel 1936 ne divenne membro. Nel 1922 propose di costruire una chiesa nel quartiere Žaliakalnis di Kaunas come monumento all'indipendenza della Lituania. L'idea venne sostenuta da Juozas Tumas-Vaižgantas, dal vescovo Juozapas Skvireckas e altri. La costruzione della chiesa della Risurrezione di Cristo iniziò nel 1934. Continuò a contribuire con articoli sulla stampa: curò il quotidiano Laisvė ("Libertà") nel 1921 e pubblicò articoli anche su Rytas, Lietuva, Šaltinis, Tiesos Kelias e Kosmos. In riconoscimento dei suoi contributi, nel 1928 gli fu conferito l'Ordine del granduca Gediminas di II classe.
Dal 1923 Būčys fu vice-superiore di Jurgis Matulaitis. Quando questi si dimise dall'incarico di vescovo di Vilnius e fu incaricato della negoziazione del Concordato con la Lituania, Būčys era il suo segretario. Nel 1926, accompagnò Matulaitis negli Stati Uniti al 28º congresso eucaristico. Consacrarono una chiesa lituana a Cicero, in Illinois, e visitarono la chiesa lituana di San Casimiro a Londra. Nel gennaio del 1927 Bučys amministrò gli ultimi riti a Matulaitis prima che questi morisse di appendicite. Nel dicembre del 1927 fu eletto nuovo superiore generale. Nel settembre del 1928, si dimise dall'università e si trasferì a Roma. Durante il suo mandato come superiore generale protrattosi fino al 1933, i padri mariani continuarono a crescere e rafforzarsi. Il numero dei membri raggiunse quota 431. Vennero create nuove case a Panevėžys, Žemaičių Kalvarija, Rēzekne, Washington e Thompson, in Connecticut. Lavorò anche per formalizzare statuto, norme e regolamenti della congregazione. Rappresentò la Lituania e fu eletto membro onorario dei comitati per i congressi eucaristici internazionali di Sydney del 1928, Cartagine del 1930 e Dublino del 1932.

### Missione cattolica orientale
Prima della sua morte, Jurgis Matulaitis considerò di aprire una missione cattolica in Russia. Fu sostenuto e incoraggiato dalla Santa Sede nella speranza che il rispetto e l'abbandono delle usanze bizantine tradizionali consentissero di diffondere i dogmi e gli insegnamenti cattolici tra gli ortodossi orientali. Dopo la morte di Matulaitis, Būčys continuò a pianificare la missione. L'opera del gesuita Michel d'Herbigny dimostrò però che una missione cattolica in Unione Sovietica era impossibile e l'attenzione fu spostata sulla diaspora russa. Monsignor Pranciškus Karevičius, anch'egli membro dei padri mariani, l'internunzio apostolico Riccardo Bartoloni e il primo ministro Augustinas Voldemaras diedero il permesso di avviare la missione in Lituania e concessero l'uso della chiesa di San Michele Arcangelo per questo scopo. I sacerdoti lituani resistettero all'arrivo dei riti orientali ma i diplomatici riconsiderarono il loro sostegno a causa di possibili effetti negativi sulle relazioni con l'Unione Sovietica. Bučys sostenne comunque la missione.
Dal 1929, Būčys fu membro consultore della Pontificia commissione per la Russia. Il 3 luglio 1930 papa Pio XI lo nominò vescovo titolare di Olimpo. Ricevette l'ordinazione episcopale il 6 dello stesso mese nella basilica di San Clemente al Laterano dall'esarca apostolico di Sofia Kyril Stefan Kurteff, co-consacranti l'arcieparca di Homs dei Melchiti Basile Khouri e il vescovo titolare di Grazianopoli Isaias Papadopoulos. Secondo le tradizioni, Bučys adottò un nuovo nome e scelse quello di Petras. Come motto episcopale scelse l'espressione "Per Cristo e la Chiesa".
Visitò le comunità russe in otto paesi tra cui Francia, Belgio e Regno di Jugoslavia nel 1930 e le comunità dei padri mariani negli Stati Uniti nel 1931. Nel 1932 e nel 1933, visitò gli Stati Uniti organizzando missioni cattoliche tra gli immigrati russi. Nel 1933 i padri mariani lo rielessero come loro superiore generale ma il papa non confermò l'elezione e Būčys fu costretto a dimettersi. Ritornò in Lituania nel giugno del 1934 per il primo congresso eucaristico lituano tenutosi a Kaunas. Aveva un biglietto di andata e ritorno e si aspettava di tornare negli Stati Uniti, ma ricevette ordini dal Vaticano di rimanere in Lituania e lavorare tra i russi lì residenti.
Nell'ottobre del 1934 tenne messe di rito orientale nella chiesa di San Francesco Saverio che attirarono l'attenzione dell'intellighenzia ortodossa che non era soddisfatta dei servizi del metropolita Eleuterio. Teneva altre masse cattoliche orientali nella chiesa di Santa Gertrude, ma l'interesse scemò rapidamente. Chiese di essere riassegnato negli Stati Uniti ma gli fu rifiutato. Nel 1935–1936 fu padre spirituale del seminario sacerdotale di Telšiai. Allo stesso tempo, visitò vari villaggi con popolazioni più grandi di ortodossi orientali e vecchi credenti, scrisse articoli per la stampa, tra cui uno studio accademico sulla storia e la demografia degli ortodossi orientali e dei vecchi credenti in Lituania, e pubblicò un libro di letture popolari per i fedeli.
Nel novembre del 1936, sia Būčys sia i padri mariani inviarono una petizione a papa Pio XI perché fosse riassegnato a lavorare per il suo ordine. Il papa rifiutò e nominò Būčys a capo della nuova missione papale per l'assistenza spirituale per i russi della Lituania istituita dalla Congregazione per le Chiese orientali. Tornò a Kaunas nell'estate del 1937 e tenne messe di rito orientale nella chiesa di San Michele Arcangelo. Ebbe da due a quattro assistenti. Teneva lezioni sulla necessità di eliminare il Grande Scisma, cercò di convertire i sacerdoti ortodossi orientali locali, pubblicò libri a soggetto religioso ma non riuscì a convertire un singolo membro di spicco dell'intellighenzia o del clero o a stabilire una parrocchia. Tentò di espandere la missione in Lettonia, ma gli fu negato l'ingresso nel paese. Būčys rimase deluso e disilluso dalla missione poiché molti potenziali convertiti avevano alcuni ulteriori motivi (ad esempio un guadagno finanziario). Dopo la morte di papa Pio XI nel febbraio del 1939, Būčys fu rieletto superiore generale nel luglio dello stesso anno e alla fine gli fu permesso di partire per Roma.
Dopo l'occupazione sovietica della Lituania del giugno del 1940, organizzò la trasmissione in lingua lituana alla Radio Vaticana e presentò il suo primo programma il 27 novembre 1940. Continuò a presentarlo fino alla primavera del 1941. Būčys supervisionò le missioni dei padri mariani a Londra e Harbin che continuarono a diffondere il cattolicesimo orientale e preparò un breviario adatto a quelle missioni. Nel 1949 visitò le case del suo ordine in Argentina, America Settentrionale e Regno Unito. Continuò a guidare la congregazione fino alle sue dimissioni per motivi di salute nel marzo del 1951.
Nel settembre del 1951 fu colpito da un'emorragia cerebrale. Il giorno prima della sua morte ricevette il permesso di celebrare messe in rito latino. Morì a Roma il 25 ottobre 1951 all'età di 79 anni. È sepolto nel cimitero del Verano.

## Opere
Oltre a circa 600 articoli pubblicati in più di 30 periodici, Būčys scrisse numerosi libri su vari argomenti. Pubblicò una raccolta dei suoi articoli come libri separati: Tikėjimo dalykai nel 1913 e Gyvenimo pagrindas nel 1931. La sua pubblicazione più importante è un'opera teologica in tre volumi rivolta a un sacerdote medio e laureato. I tre volumi su Dio creatore, Gesù Cristo e lo Spirito Santo furono pubblicati tra il 1929 e il 1932. Le sue opere popolari includono libri sulle apparizioni di Lourdes (pubblicato per la prima volta nel 1909 e in terza edizione nel 1943), di racconti cautelativi che promuovono il movimento della temperanza (nel 1925 e nel 1939), sul diritto e l'obbligo dei genitori di crescere e educare i propri figli (nel 1927) e una conversazione sull'anima (nel 1930). Pubblicò guide per sacerdoti (raccolta di prediche nel 1936 e esercizi spirituali nel 1925), libri di testo di teologia (brevi apologetiche nel 1922, 1923 e 1926, sulla teologia fondamentale nel 1923 e 1926, sull'enciclopedia teologica nel 1925), di storia e di studi sulla demografia degli ortodossi orientali e dei vecchi credenti in Lituania (nel 1936), un saggio sull'educazione sostenendo che lo stato dovrebbe finanziare solo le scuole che fossero gestite da comunità e organizzazioni nel 1918, un rapporto sul 29º congresso eucaristico nel 1929, una recensione di un libro sull'etica di Adomas Jakštas (Su Jakštu per pikto laukus nel 1937), un'opera di finzione (Rapukus kaupiant nel 1928) e altri. Scrisse sei quaderni (396 pagine) di memorie e pubblicò estratti in Tėvynės sargas che furono pubblicati postumi nel 1966. Lasciò altri spessi volumi di manoscritti sui suoi pensieri per i padri mariani, sul buon comportamento e sui miracoli di Gesù, nonché su un'ampia biografia di Justinas Pranaitis.
Būčys era uno dei quattro apologeti lituani più importanti dell'epoca (altri erano Adomas Jakštas, Justinas Staugaitis e Pranas Dovydaitis). La discussione pubblica sull'apologetica raggiunse il culmine nella stampa lituana intorno al 1910-1915. Nei suoi scritti, Būčys era piuttosto gentile ed educato. Più frequentemente usava argomenti basati sulla storia e sulle scienze naturali. Evitava la teoria secca e cercava un approccio più pratico ed esempi di vita reale. Aveva una buona memoria e conosceva più di dieci lingue (poteva scrivere piuttosto fluentemente in sei di esse: lituano, latino, polacco, russo, francese e inglese).

## Genealogia episcopale
La genealogia episcopale è:
- Vescovo Filoteo di Homs
- Patriarca Eutimio III di Chios
- Patriarca Macario III Zaim
- Vescovo Leonzio di Saidnaia
- Patriarca Atanasio III Dabbas
- Vescovo Néophytos Nasri
- Vescovo Euthyme Fadel Maalouly
- Patriarca Cirillo VII Siage
- Patriarca Agapio III Matar
- Patriarca Massimo III Mazloum
- Patriarca Clemente I Bahous
- Patriarca Gregorio II Youssef-Sayour
- Patriarca Cirillo VIII Geha
- Patriarca Demetrio I Cadi
- Vescovo Athanase Khoriaty, B.S.
- Vescovo Kyril Stefan (Nikola) Kurteff
- Vescovo Petras Pranciskus Būčys, M.I.C.